# Adam von Bartsch

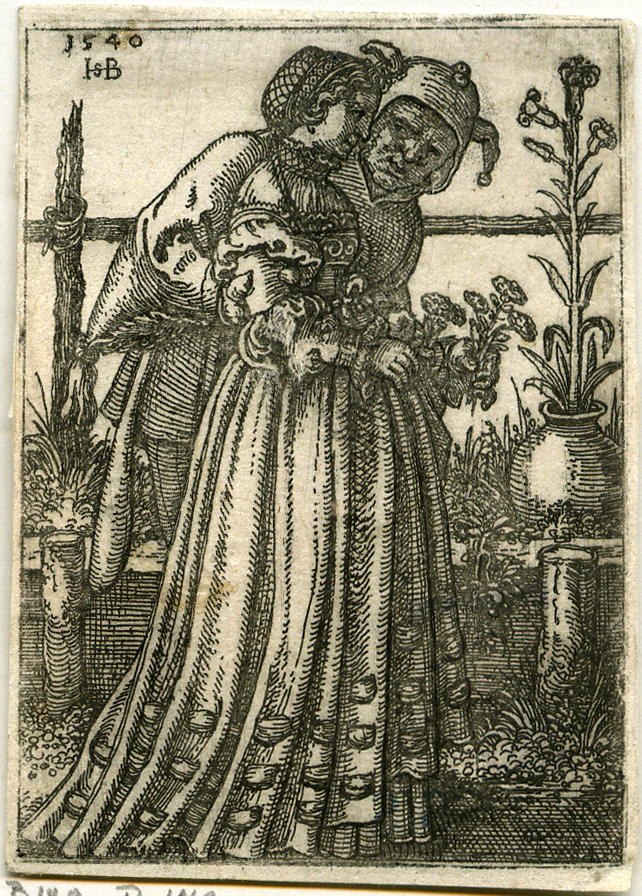
La Dama e la Morte (Hans Sebald Beham) - "Bartsch 149"

Johann Adam Bernhard von Bartsch (Vienna, 17 agosto 1757 – Hietzing, 21 agosto 1821) è stato uno scrittore e incisore austriaco.

## Biografia
È noto soprattutto per la sua opera di incisione intitolata Le Peintre-graveur, scritta a Vienna tra il 1802 e la sua morte nel 1821, e pubblicata in Francia in 14 volumi, in cui descrive incisori olandesi, fiamminghi e tedeschi fino al 1820, nonché incisori italiani dal XV al XVII secolo. La numerazione di queste opere è ancora talvolta utilizzata (nella forma, ad esempio “Bartsch 17” o “B17”) per designare una specifica stampa antica.
Bartsch entrò a far parte dello staff della Biblioteca della Corte Reale di Vienna nel 1777, dopo aver studiato incisione alla Kupferstecheracademie di Vienna, e divenne curatore principale della stamperia nel 1791.
Divenne anche consigliere del duca Alberto di Sassonia-Teschen, che fondò la collezione Albertina a Vienna.
Durante la sua vita creò più di 500 piatti su disegno proprio o su disegno di altri maestri.

## Pubblicazioni
- (FR)  Catalogue raisonné des Desseins originaux des plus grands Maitres anciens et modernes, qui faisoient Partie du Cabinet de feu le Prince Charles de Ligne, Chevalier de l'Ordre militaire de Mar. Therese, de S. George, Colonel du Corps de Genie de sa Maj. I. et R. etc., Vienne, 1794.
- (FR)  Catalogue raisonné des Estampes gravées à l'Eau-forte par Guido Reni, et de celles de ses Disciples Simon Cantarini, dit le Pesarese, Jean-André et Elisabeth Sirani, et Laurent Loli, Vienne, 1795.